# Sierra Madre (Philippines)
Pour les articles homonymes, voir Sierra Madre.
La Sierra Madre est une chaîne de montagnes située dans le nord-est de l'île de Luçon, aux Philippines.
Elle s'étend sur un axe nord-sud de la province de Cagayan à celle de Quezon le long de la mer des Philippines. Au nord, elle est parallèle à la cordillère Centrale, créant la vallée du Cagayán. Son point culminant est le mont Anacuao, à 1 850 m d'altitude.

## Faune
Les forêts de la Sierra Madre abritent une espèce de varan endémique de Luçon, Varanus bitatawa, décrit en avril 2010.

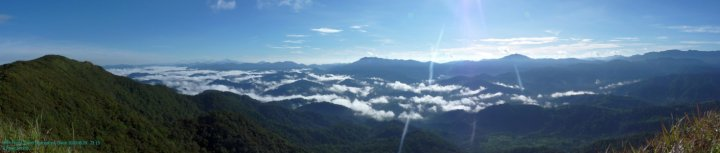
Panorama de la Sierra Madre